# Kompasslatticheule

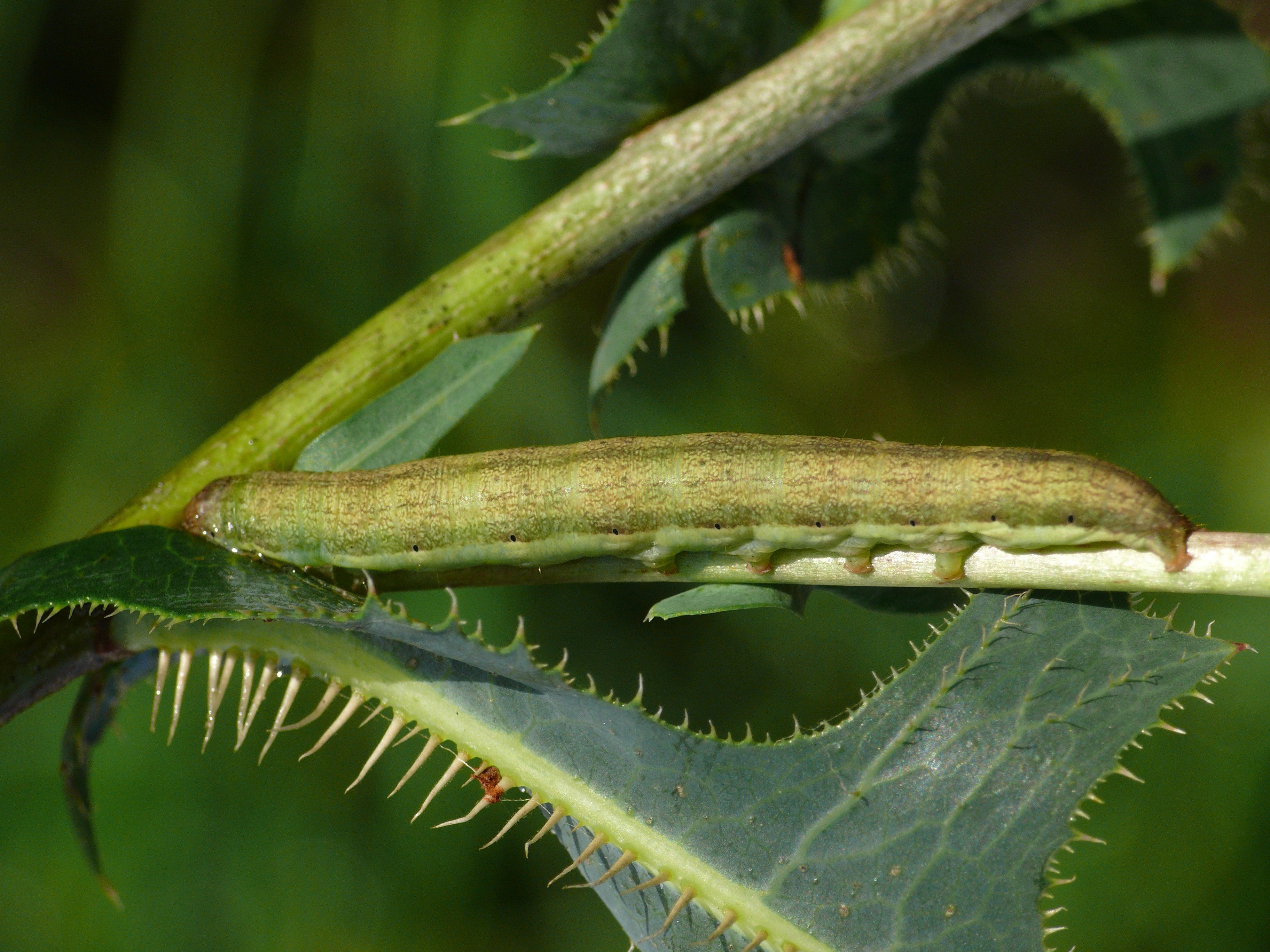
Raupe der Kompasslattich-Eule

Die Kompasslatticheule (Hecatera dysodea) ist ein Schmetterling (Nachtfalter) aus der Familie der Eulenfalter.

## Merkmale

### Falter
Der Falter weist eine Spannweite von 25 bis 30 mm auf. Die Antennen der Männchen besitzen kurze Wimpern, die Antennen der Weibchen sind fadenförmig. Die Vorderflügel weisen zwei gezackte Querlinien auf, wobei die äußere Zackenlinie stark geschwungen ist. Die Grundfarbe der Vorderflügel ist grauweiß mit ockerbraunen bis fast orangeroten Partien um die Makeln und Querlinien herum, die aber stark variabel sind. Auch die innere Seite der Saumlinie weist dreieckige, oft orangerote Flecken auf. Das Mittelfeld ist dunkler mit einem Farbeinschlag ins Olivgrüne. Ringmakel und Nierenmakel sind hell und schwarz umrandet. Die Hinterflügel sind weißlich. Die Saumbereiche sowie eine Querlinie sind etwas dunkler. Der Diskalfleck ist undeutlich ausgebildet.

### Ei
Das weißliche Ei ist kugelig, aber unten abgeflacht. Es besitzt kräftige, unregelmäßige Längsrippen.

### Raupe
Der Rücken der Raupe ist bräunlich-grün mit bräunlichen Sprenkeln, die Bauchseite gelblichgrün. Die Rückenlinie ist relativ dünn, hell und dunkel einfasst. Die Nebenrückenlinien sind leicht gewellt, die Seitenlinien gelblich. Die Raupe besitzt einen braungefärbten Kopf.

### Puppe
Die schlanke Puppe ist rotbraun; der Kremaster ist kegelförmig mit abstehenden Borsten.

## Geographische Verbreitung und Lebensweise
Die Art ist in ganz Mitteleuropa bis zum Ural verbreitet. Sie fehlt in Skandinavien mit Ausnahme von Schonen (Schweden) fast völlig. In England war die Art zu Beginn des 20. Jahrhunderts ausgestorben. Sie hat mittlerweile den Süden (Kent, Essex) wiederbesiedelt. Die Nordgrenze der Verbreitung zieht sich weiter von der Ostsee, durch den südlichen Teil Litauens, Weißrusslands, südlich von Moskau bis zum Ural. Im Süden bildet Nordafrika die Verbreitungsgrenze. Im Osten reicht das Verbreitungsgebiet über den Nahen Osten bis nach Mittelasien.
Die Falter werden vor allem am Rande oder in Ortschaften gefunden. Sie bevorzugen trockene Ruderalflächen, Industriebrachen, Straßenränder, Böschungen, Gärten und Parks. In den Alpen steigen sie bis auf 1400 m an.

## Lebensweise
Die Falter fliegen von Mai bis in den August. Allerdings ist die Individuenzahl in den ersten Monaten recht gering. Anfang Juli nimmt die Individuendichte plötzlich zu und erreicht in der Monatsmitte ein Maximum. Danach nimmt die Individuenzahl wieder deutlich ab. Es ist bisher nicht klar, ob es sich bei den im August fliegenden Tieren nicht um eine partielle zweite Generation handelt. In der Zucht ist dies durch Warmhalten der Puppen möglich. Die Raupen werden in der Regel ab Juli gefunden. Sie fressen auf Mauerlattich (Mycelis muralis), Stachel-Lattich (auch Kompass-Lattich Lactuca serriola), Gift-Lattich (Lactuca virosa), Kopfsalat (Lactuca sativa) und Hasenlattich (Prenanthes purpurea). Sie verpuppen sich noch vor dem Winter und die Puppe überwintert. Oder sie schlüpfen unter günstigen Bedingungen noch im August (2. Generation). Die Falter werden vom Licht angelockt. Sie wurden beim Saugen am Sommerflieder (Buddleja) beobachtet.

## Gefährdung
Hecatera dysodea ist in den letzten Jahrzehnten deutlich seltener geworden. Ruderalstellen werden immer häufiger intensiv genutzt. Die Straßenränder werden zu häufig gemäht. In den letzten zwei Jahrzehnten ist die Art in Kopenhagen (Dänemark) und Malmö (Schweden) beispielsweise recht zahlreich geworden, obwohl in der Umgebung dieser Städte die Individuendichte recht gering blieb. Dies wird auf die höhere Durchschnittstemperatur der Städte gegenüber dem Umland erklärt.